# فيتوشا
فيتوشا (بالبلغارية: Витоша)‏ هو جبل يَقَع في ضواحي العاصمة البلغارية صوفيا، يبّلُغ ارتفاع جبَل فيتوشا (2,290 م) في أعلى قمة له. يُعَّد جبل فيتوشا إحدى أهم المَعالم السياحية في مدينة صوفيا، فهو أقرب مكان للعاصمة للتزلج على الجليد والتزحلق على الجبال، كما أنه يَضُم منتزه فيتوشا الوطني. يَمتاز الجبل بسُهولة الوصول إليه بِفضّل خطوط الحافلات والترام الجوي.

## البيئة
بسبب التباين الكبير في الارتفاعات؛ يَملُك فيتوشا تنوع كبير في النباتات والحيوانات حيث يمكن العثور على تلك الأنواع في منتزه فيتوشا الوطني. وقذ كشَفَت الأبحاث على مَساحات صغيرة نسبيًا من الجبل عن وجود 1,500 نوع نبات، 500 نوع من الفطريات، و500 نوع من الطحالب، 326 نوع من الحزازيات، و200 نوع من الأشنيات. من بينها 31 نوع من الأنواع تستوطن في البلقان، و52 نوع تُصَنَف ضِمن القائمة الحمّراء.

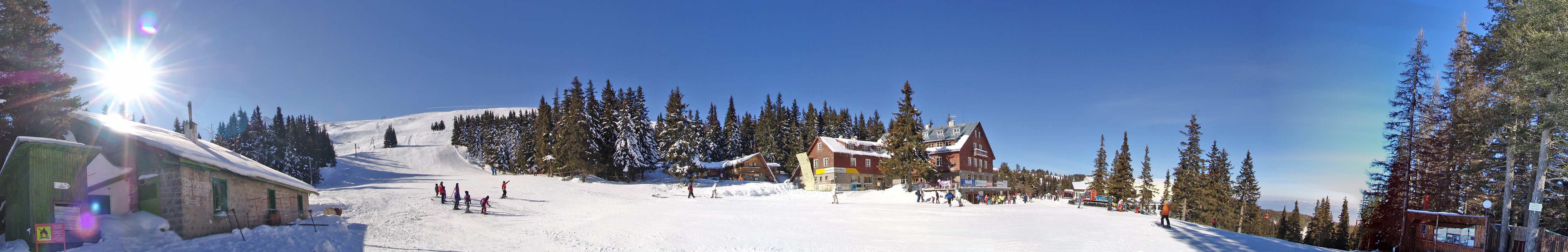
بانوراما من منطقة أليكو

## معرض صور

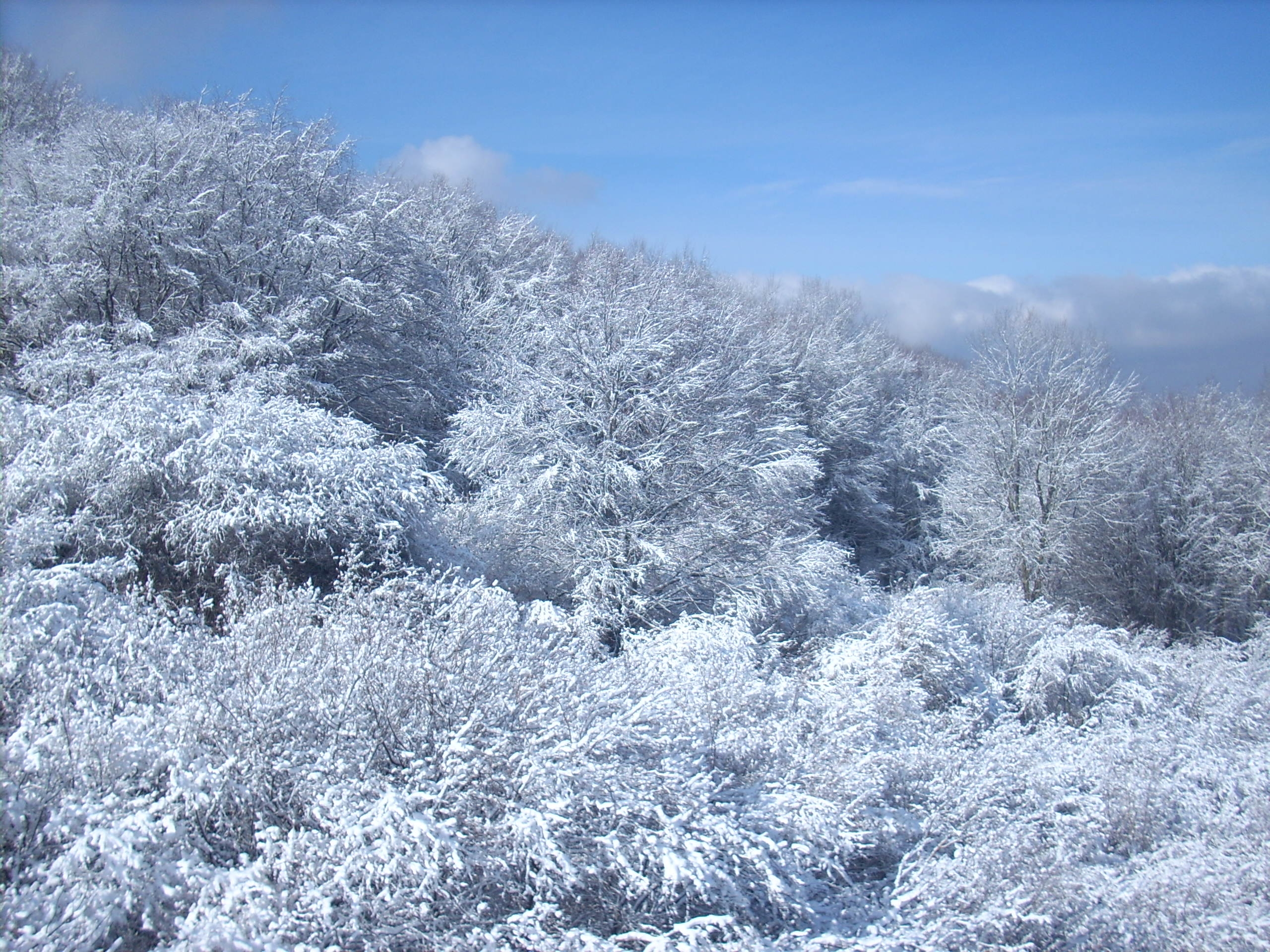
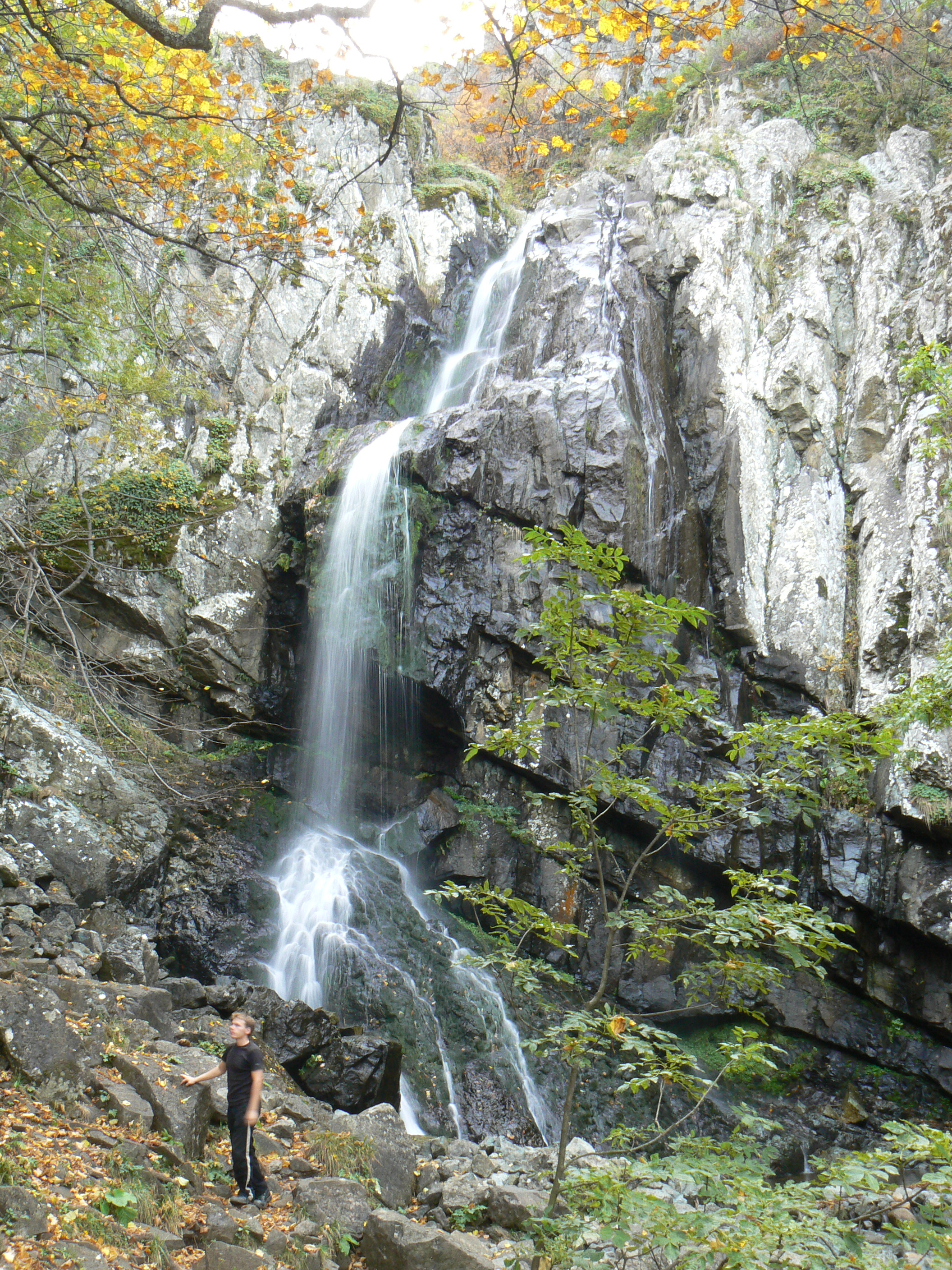
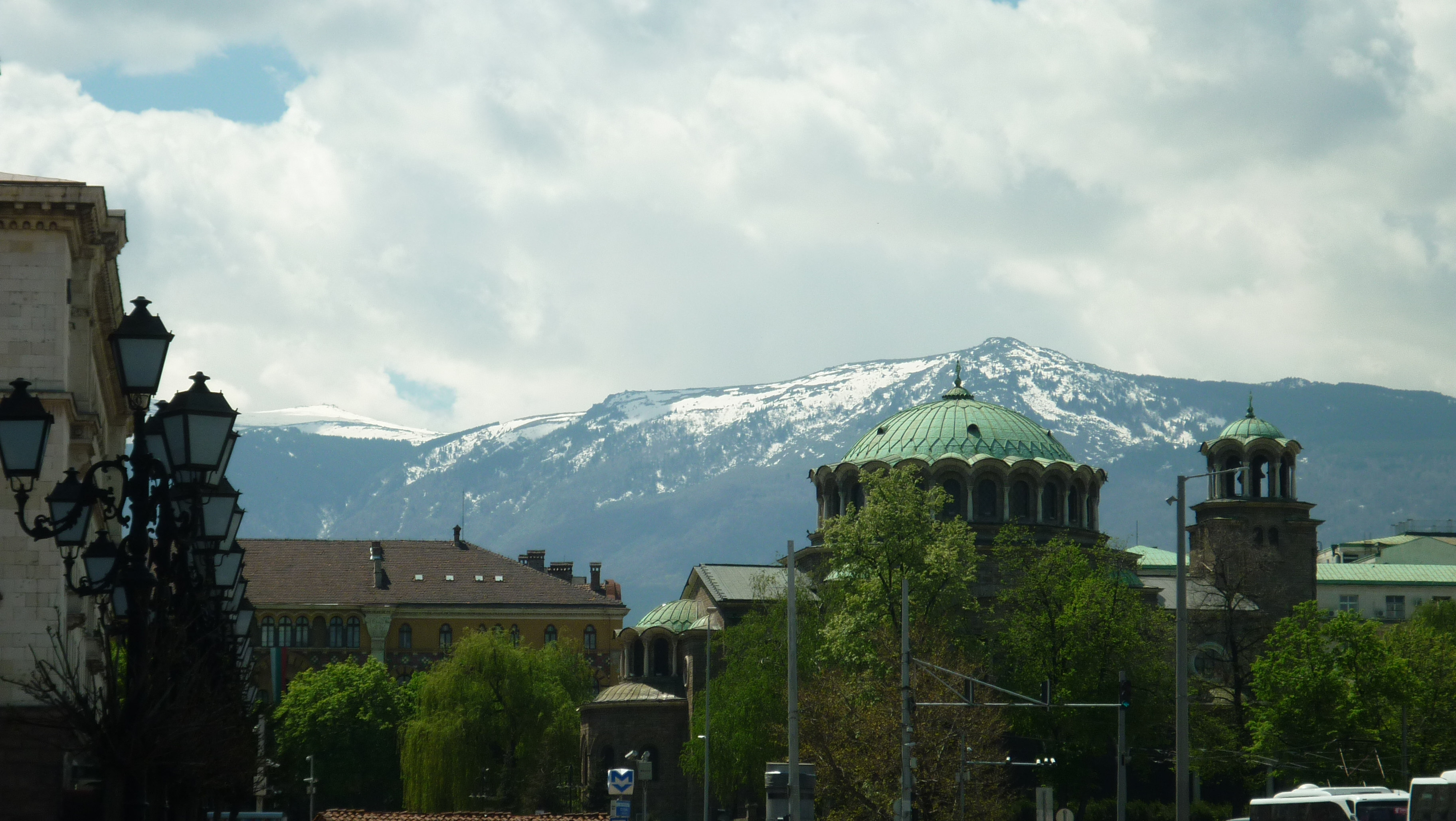